# Hamunaptra
Hamunaptra é uma cidade fictícia, localizada no Egito, perto de Tebas. As ruínas da cidade foram usadas como cenário para o filme estado-unidense The Mummy (filme de 1999).